# Епархия Тустепека
Епархия Тустепека (лат. Dioecesis Tuxtepecensis) — епархия Римско-Католической церкви с центром в городе Сан-Хуан-Баутиста-Тустепек, Мексика. Епархия Тустепека входит в митрополию Антекера. Кафедральным собором епархии Тустепека является церковь святого Иоанна Крестителя.

## История
8 января 1979 года Римский папа Иоанн Павел II выпустил буллу «Nuper sacer», которой учредил епархию Тустепека, выделив её из территориальной прелатуры Уаутлы.

## Ординарии епархии
- епископ José de Jesús Castillo Rentería (8.01.1979 — 11.02.2005)
- епископ José Antonio Fernández Hurtado (11.02.2005 — 26.09.2014), назначен архиепископом Дуранго
  - Sede Vacante

## Источник
- Annuario Pontificio, Ватикан, 2005
- Булла Nuper sacer  (лат.)